# A Real Live One
A Real Live One è il secondo album dal vivo del gruppo musicale britannico Iron Maiden, pubblicato il 22 marzo 1993 dalla EMI.

## Il disco
A Real Live One è stato registrato durante il Fear of the Dark World Tour, in nove località differenti dell'Europa, raccogliendo in ognuna le esecuzioni migliori. L'album contiene solo brani tratti dagli album compresi fra Somewhere in Time (1986) e Fear of the Dark (1992) e fa parte di un progetto più ampio che coinvolge anche il successivo album dal vivo, A Real Dead One, dove invece sono presenti brani compresi tra Iron Maiden e Powerslave.
Entrambi i dischi sono stati successivamente ripubblicati nel 1998 nella raccolta A Real Live Dead One.

## Tracce
Testi e musiche di Steve Harris, eccetto dove indicato.
1. Be Quick or Be Dead – 3:16
2. From Here to Eternity – 4:19 (Bruce Dickinson, Janick Gers)
3. Can I Play with Madness – 4:42 (Adrian Smith, Bruce Dickinson)
4. Wasting Love – 5:47 (Bruce Dickinson, Janick Gers)
5. Tailgunner – 4:09 (Steve Harris, Bruce Dickinson)
6. The Evil That Men Do – 5:25 (Adrian Smith, Bruce Dickinson, Steve Harris)
7. Afraid to Shoot Strangers – 6:47
8. Bring Your Daughter... To the Slaughter – 5:17 (Bruce Dickinson)
9. Heaven Can Wait – 7:28
10. The Clairvoyant – 4:29
11. Fear of the Dark – 7:11

### Provenienza delle tracce
- Traccia 1: Super Rock 92, Mannheim - Germania (15 agosto 1992)
- Traccia 2: Valbyhallen, Copenaghen - Danimarca (25 agosto 1992)
- Traccia 3: Brabanthallen, Luden Bosch - Paesi Bassi (2 settembre 1992)
- Traccia 4: Grande Halle de la Villette, Parigi - Francia (5 settembre 1992)
- Traccia 5: Patinoire de Malley, Losanna - Svizzera (4 settembre 1992)
- Traccia 6: Forest National, Bruxelles - Belgio (17 agosto 1992)
- Traccia 7: The Globe, Stoccolma - Svezia (29 agosto 1992)
- Tracce 8, 10, 11: Isshallen, Helsinki - Finlandia (27 agosto 1992)
- Traccia 9: Monsters of Rock, Reggio Emilia - Italia (12 settembre 1992)

## Formazione
Gruppo
- Bruce Dickinson – voce
- Dave Murray – chitarra
- Janick Gers – chitarra
- Steve Harris – basso
- Nicko McBrain – batteria

Altri musicisti
- Michael Kenney – tastiera

## Classifiche
| Classifica (1993) | Posizione massima |
| ----------------- | ----------------- |
| Australia         | 48                |
| Austria           | 11                |
| Finlandia         | 6                 |
| Francia           | 3                 |
| Germania          | 25                |
| Italia            | 14                |
| Paesi Bassi       | 45                |
| Regno Unito       | 3                 |
| Stati Uniti       | 106               |
| Svezia            | 30                |
| Svizzera          | 25                |